# Saint-Rigomer-des-Bois
Saint-Rigomer-des-Bois korábbi község Franciaország Loire mente régiójában, Sarthe megyében. 2015. január 1-jén öt másik korábbi községgel egyesült és az így létrejött Villeneuve-en-Perseigne új község része lett.
Lakosainak száma 452 fő (2018. január 1.). Saint-Rigomer-des-Bois Lignières-la-Carelle és Ancinnes községekkel határos.

## Népesség
A település népessége az elmúlt években az alábbi módon változott:
| Lakosok száma | 464  | 454  | 452  |
|               | 2015 | 2017 | 2018 |